# Earth Defense Force 5
Earth Defense Force 5 est le cinquième volet principal et le huitième jeu de la série de jeux vidéo Earth Defense Force. Développé par Sandlot et édité par D3 Publisher, le jeu vidéo est sorti sur PlayStation 4 au Japon le 7 décembre 2017. Le jeu est sorti simultanément aux États-Unis, en Europe, en Chine et en Corée du Sud le 11 décembre 2018, en exclusivité numérique pour la PlayStation 4. Earth Defense Force 5 s'écarte de la continuité établie par Earth Defense Force 2017 et Earth Defense Force 2025, et se situe dans une nouvelle continuité où la Earth Defense Force est une société militaire privée.

## Accueil
Earth Defence Force 5 a un score global de 73,84% sur GameRankings basé sur 25 avis. IGN a qualifié le jeu d'"essai énergique sur la conception de jeux d'action" malgré les graphismes datés et lui a attribué une note de 8,3/10. GameSpot a également critiqué les modèles de personnages et les textures, mais a tout de même attribué au jeu une note de 8 sur 10, citant la narration, la variété d'armes et de personnages qui conduisent à être rejoué et au mode coopératif. Game Informer a noté le jeu 7 sur 10.